# Fosfat
 Der er for få eller ingen kildehenvisninger i denne artikel, hvilket er et problem. Du kan hjælpe ved at angive troværdige kilder til de påstande, som fremføres i artiklen.

Fosfater eller phosphater (Kemisk Ordbog) er salte af forskellige, fosforholdige syrer. Stofferne har stor betydning for livet, idet hele energistofskiftet er afhængigt af fosfationer, som kan bindes til eller tages fra stoffet ATP, der bruges i talrige energiudvekslinger.
Da fosfat er så væsentligt, må stoffet være til stede i alle led af fødekæden, lige fra de grønne planter til rovdyrene. Specielt for planterne vil mangel på fosfat være problematisk for væksten. Helt nye forskningsresultater tyder på, at udpining for tilgængelige fosfater vil kunne virke hæmmende eller direkte begrænsende på plantevæksten. Man har beregnet, at den fase nås i løbet af 1.000 til 10.000 år – afhængigt af jordbundens procentvise lerindhold.[kilde mangler]
Tidligere har man anset det for givet, at det var kvælstofmangel, som begrænsede plantevæksten mest, men man erkender i dag,
at kvælstoffikseringen hos forskellige organismer, som f.eks. cyanobakterier i havet og planter, der udnytter symbiose med knoldbakterier (bælgplanter, elletræer) forhindrer, at der bliver afgørende mangel på dette stof.

## Nogle fosfater
- Ammonium-dihydrogenfosfat (NH4(H2PO4))
- Kalcium-hydrogenfosfat (Ca(HPO4))
- Råfosfat (Ca3(PO4)2)

Af disse stoffer er råfosfat det, som findes i naturen. Det er meget tungt opløseligt, så det lægger sig som et depot mellem jordpartiklerne. Det har dog vist sig, at mycorrhiza-dannende svampe er i stand til at bringe råfosfat i opløsning ved at udskille syre. Derfor har disse svampeforbindelser livsvigtig betydning for plantevæksten på magre, ugødede jorde.
Fosfatgødning omdannes ret hurtigt til råfosfat, og det samme gælder de organiske fosfatforbindelser i føden. Det betyder, at menneskelige boliger vil være synlige i årtusinder på den mørkegrønne vækst, som planter får, når de vokser nær menneskers boliger.
Fosfat kan bruges til blødgøring af vaskevand. Derfor indeholder de fleste "selvvirkende vaskemidler" fosfat. Det medfører en betydelig overgødskning (eutrofiering) af vandløb, søer og kystnære områder, hvis ikke fosfatet bliver fjernet fra spildevandet. Det gør man på alle moderne rensningsanlæg ved at sætte aluminium til spildevandet, sådan at fosfatet udfældes som aluminiumsfosfat. Marokko er verdens største eksportør af fosfat og landet besidder også det meste af verdenens fosfat.